# Universidad Bryant
La Universidad Bryant (Bryant University en idioma inglés), es una universidad privada ubicada en Smithfield (Rhode Island), Estados Unidos de América.
Consta de dos facultades, la Facultad de Artes y Ciencias, y la Escuela de Negocios.
El Presidente al momento es Presidente Ronald K. Machtley. 

## Historia
Fue fundada en 1863 como escuela de contabilidad y métodos de comunicación en los negocios. Se nombró como el apellido de sus fundadores, John Collins Bryant y Henry Beadman Bryant.

## Deportes
Bryant compite en la Northeast Conference de la División I de la NCAA.